# Diplomystes camposensis
Diplomystes camposensis är en fiskart som beskrevs av Arratia, 1987. Diplomystes camposensis ingår i släktet Diplomystes och familjen Diplomystidae. IUCN kategoriserar arten globalt som otillräckligt studerad. Inga underarter finns listade i Catalogue of Life.